# اقتصاد انگلستان در قرون وسطی

اقتصاد قرون وسطی در انگلستان بر پایه سه گروه اصلی شکل گرفت – کلیسا و روحانیان که به دعا اشتغال داشتند، شوالیه‌ها که به نبرد می‌پرداختند و در نهایت دهقانان فئودالی که بر روی زمین کار می‌کردند

اقتصاد انگلستان در قرون وسطی (انگلیسی: Economy of England in the Middle Ages) عنوان دوره‌ای است در تاریخ انگلستان که از تهاجم نُرمَن‌ها در سال ۱۰۶۶ آغاز و تا زمان مرگ هِنری هفتم به سال ۱۵۰۹ ادامه می‌یابد. نهادهای بنیان‌گذاری شده توسط نُرمَن‌ها، از جمله برزگری فلاکت‌بار یا همان رعیت‌داری، تحت لوای یک سیستم زمین‌باز و شکوفا، باعث تثبیت شهرها و تعاملات تجاری بین‌المللی گردید. در طول پنج قرن بعدی، اقتصاد در ابتدا رشد کرده و پس از آن گرفتار دوره‌ای کاستی و بحران حاد می‌گردد. در نتیجه این بحران، آغاز تغییرات سیاسی و اقتصادی دور از انتظار نبود. با وجود نابسامانی اقتصادی در شهر و بهره‌وری اقتصادی، از جمله تغییر در میان دارندگان ثروت و محل این منابع، خروجی اقتصادی شهرها و معادن توسعه یافته باعث سخت شدن بازدهی این پروسه در طول دوران گردید. در پایان همین دوره، انگلستان یک دولت بسیار ضعیف بود. پس از معرفی استاندارهای جدید، بازبینی و چیرگی اقتصادی بر مبنای اجاره و کنترل همزمان مزارع توسط طبقه مرفه آغاز گردید و یک جامعه پر رونق از تُجار انگلیسیِ بومی و شرکت‌های بزرگ پدیدار گردید.
در سده‌های دوازدهم تا سیزدهم میلادی، اقتصاد انگلستان شاهد جهش چشمگیری بود. عمده این توسعه و جهش اقتصادی به انفجار ناگهانی جمعیت در میان سال‌های ۱۰۸۶ تا ۱۳۰۰ میلادی باز می‌گردد. در سال ۱۰۸۶ که مصادف با تدوین کتاب روز رستاخیز بود، برآورد جمعیت بالغ بر ۱/۵ میلیون نفر می‌گردید. پس از آن و تا سال ۱۳۰۰ میلادی جمعیت بین ۴ تا ۵ میلیون نفر افزایش پیدا کرد. انگلستان بر همان اصول اقتصاد فلاحتی باقی ماند. برپا نگه داشتن چرخهٔ زمین‌داران و ملاکان بزرگ در کنار برزگران و رعیت‌ها در قانون انگلستان گنجانده شد. بیشتر زمین‌ها که اغلب آنها جزو جنگل‌های سلطنتی بودند در جهت فراهم نمودن مایحتاج ضروری و گسترش رمه‌داری برای تولید پشم در جهت صادرات به اروپا مورد بهره‌برداری قرار گرفتند. بالغ بر صدها شهر جدید، طبق برنامه‌ریزی‌های از پیش تعین شده، در سراسر انگلستان، به حمایت و تشکیل صنف‌های مختلف و بازارهای محلی و دیگر موسسات اقتصادی قرون وسطی پرداختند. نوادگانی از سرمایه‌داران یهودی که ابتدا به وسیلهٔ ویلیام فاتح وارد انگلستان شده بودند، نقش بسیار مهمی در اقتصاد رو به رشد و همینطور فرامین مذهبی جدید سیستری و آگوستین‌ها ایفا نمودند که این موارد باعث شد تا تبدیل به تاثیرگذارانِ عمدهٔ تجارتِ پشم در شمال گردند. معدن‌کاوی در انگلستان افزایش یافت و جنبش سریع و ترقی نقره در سده ۱۲ میلادی باعث بسط یافتنِ پول رایج و تقویت آن گردید.